# محوطه تخت پرس
محوطه تخت پرس در شهرستان مهر، بخش اسیر، روستای بهرستان واقع شده و این اثر در تاریخ ۱۱ شهریور ۱۳۸۲ با شمارهٔ ثبت ۹۸۱۸ به‌عنوان یکی از آثار ملی ایران به ثبت رسیده است.